# Vámos Ernő
Vámos Ernő, Vámos Ernő Ferenc (Szombathely, 1898. november 10. – Pápa, 1975. szeptember 20.) válogatott labdarúgó, fedezet, lakatossegéd.

## Családja
Vámos Ferenc háziszolga és Dorner Anna fiaként született. Felesége Ládonyi Rozália volt, akivel 1925. október 31-én kötött házasságot Szombathelyen.

## Pályafutása

### Klubcsapatban
A Sabaria FC labdarúgója volt. Alacsony termetű, lelkiismeretes, megbízható, a csapatjátékban kiemelkedő játékos volt, aki a védekezésben nyújtott a legtöbbet.

### A válogatottban
1925 és 1927 között két alkalommal szerepelt a magyar labdarúgó-válogatottban.

## Statisztika

### Mérkőzései a válogatottban
| Magyarország | Magyarország         | Magyarország              | Magyarország | Magyarország | Magyarország | Magyarország | Magyarország | Magyarország |
| #            | Dátum                | Helyszín                  | Hazai        | Eredmény     | Vendég       | Kiírás       | Gólok        | Esemény      |
| ------------ | -------------------- | ------------------------- | ------------ | ------------ | ------------ | ------------ | ------------ | ------------ |
| 1.           | 1925. szeptember 20. | Budapest, Üllői úti pálya | Magyarország | 1 – 1        | Ausztria     | barátságos   | -            | 46'          |
| 2.           | 1927. szeptember 25. | Budapest. Üllői úti pálya | Magyarország | 5 – 3        | Ausztria     | Európa-kupa  | -            |              |
|              | Összesen             |                           |              | 2            | mérkőzés     |              | 0            | gól          |